# 236-я истребительно-бомбардировочная авиационная эскадрилья
236-я истребительно-бомбардировочная авиационная эскадрилья (сербохорв. 236. lovačko-bombarderska avijacijska eskadrila / 236. ловачко-бомбардерска авоијацијска ескадрила) — авиационная эскадрилья военно-воздушных сил и войск ПВО СФРЮ.
Образована в апреле 1961 года в составе 88-го истребительно-бомбардировочного авиационного полка. Оснащена американскими истребителями-бомбардировщиками Republic F-84G Thunderjet. Расформирована в 1964 году, личный состав и имущество переданы 235-й истребительно-бомбардировочной авиационной эскадрилье.